# Calia
Genre
Classification phylogénétique
Calia est un genre est un genre de plantes à fleurs de la famille des Fabaceae.
Ce sont des plantes buissonnantes ou arbustives originaires d'Amérique.
Elles mesurent d'un à onze mètres de haut avec un tronc pouvant atteindre jusqu'à 20 centimètres de diamètre et poussent souvent en bosquets denses. Les feuilles sont persistantes et d'aspect vernis. Les fleurs, très larges, sont de violet à bleu et poussent en grappes. Les cosses sont ligneuses et contiennent de 3 à 4 haricots rouge.

## Liste d'espèces
- Calia arizonica  (S.Watson) Yakovlev — haricot mescal d'Arizona ;
- Calia gypsophila — haricot mescal de Guadeloupe ;
- Calia secundiflora (Ortega) Yakovlev — haricot mescal du Texas. 
(syn :  Sophora secundiflora (Ortega) Lag. ex DC. )

## Toxicité
Calia secundiflora est une plante très toxique, du fait de la présence d'un alcaloïde, la cytisine, qui entraîne la mort par arrêt respiratoire en cas d'intoxication. Toutes les parties de la plante sont toxiques.